# ドゥロント急行
ドゥロント急行（ドゥロントきゅうこう、英語: Duronto Express）は、インド鉄道が運行する列車種別の1つ。都市間を長時間かけて走行する長距離列車で、最高速度は130 km/hである。

## 概要
長距離列車の高速化を目的に2009年から営業運転を開始した、インド鉄道の急行種別の1つ。愛称の「ドゥロント（দুরন্ত）」はベンガル語で「速い」という意味で、インド鉄道の長距離列車で初のノンストップ列車として登場した事が由来となった。その後、2016年に一部列車が運転停車していた駅で客扱いを行うようになったが、以降もガティマン急行やヴァンデ・バーラト急行（最高160 km/h）、シャターブディー急行（最高150 km/h）、ラージダーニー急行（最高130 km/h）などと並び、最高速度130 km/hで運行する高速急行列車（Superfast Express）として運行している。
編成内には冷房付きファーストクラス寝台車（AC First Class、1A）、冷房付き2段寝台車（AC Two Tier、2A）、冷房付き3段寝台車（AC Three Tire、3A）が連結されている他、列車によっては非冷房寝台車（Sleeper Class、SL）の連結も行われている。列車運賃は他の高速急行列車と比較して安価に抑えられており、車内の食事や寝具の代金も含まれているが、非冷房寝台車の利用客については寝具料金を別途徴収する。車両については運転開始以降ドゥロント急行の専用塗装を纏ったICF客車が用いられていたが、2024年現在は安全性や快適性、高速性を高めたLHB客車に置き換えられている。

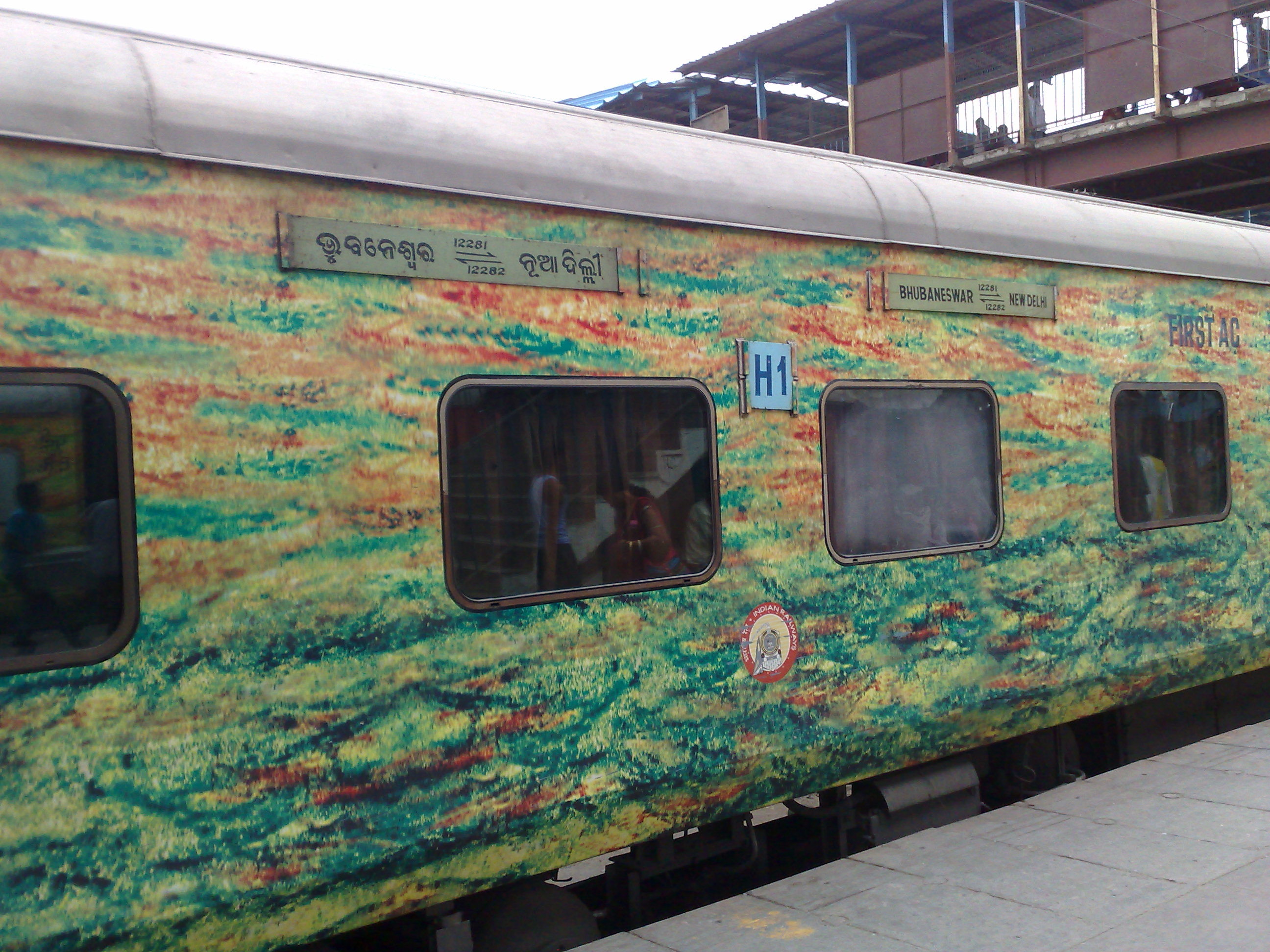
冷房付きファーストクラス寝台車（ICF客車） （2014年撮影）
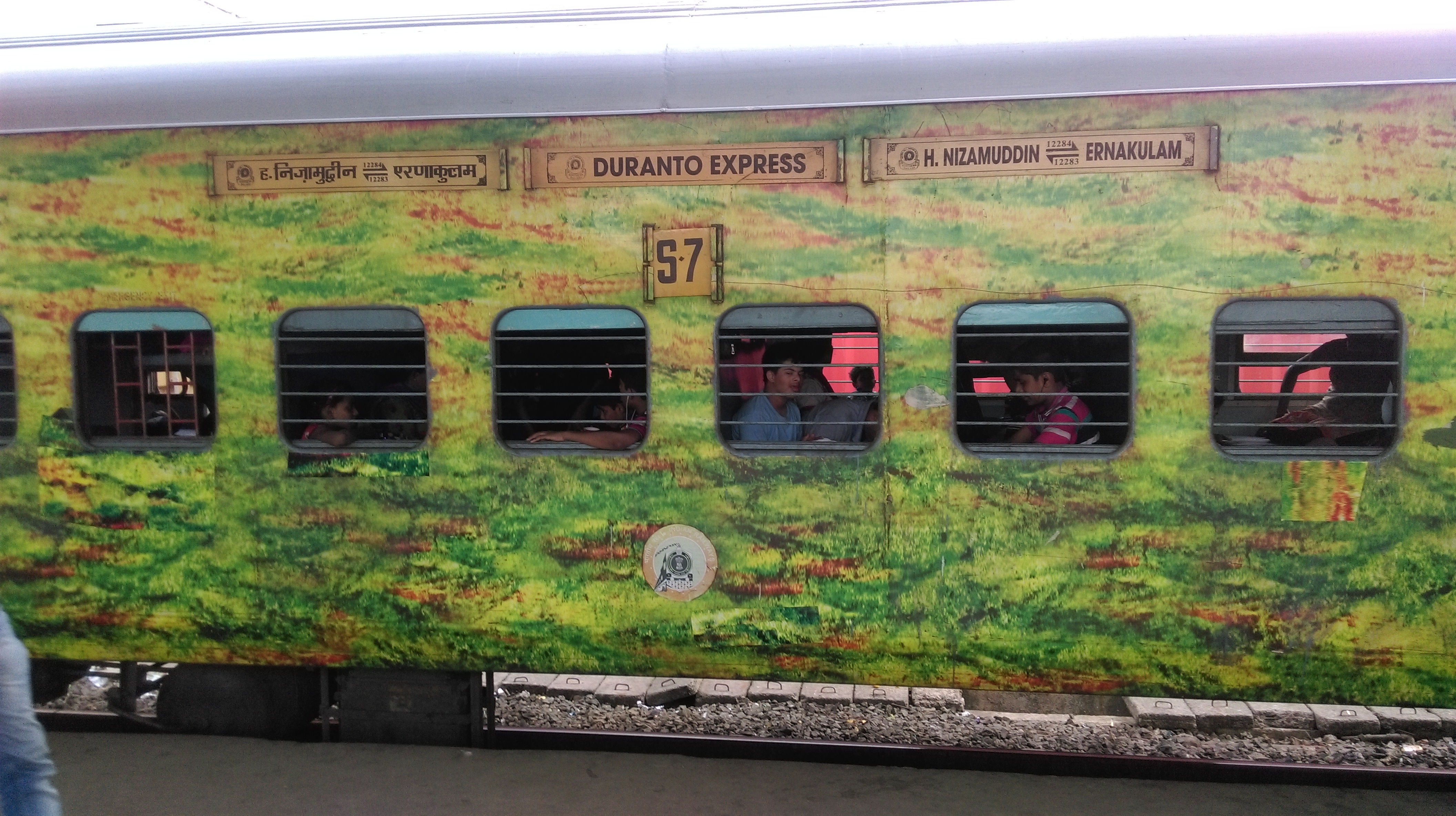
非冷房寝台車（ICF客車） （2016年撮影）
冷房付き2段寝台車（LHB客車） （2022年撮影）
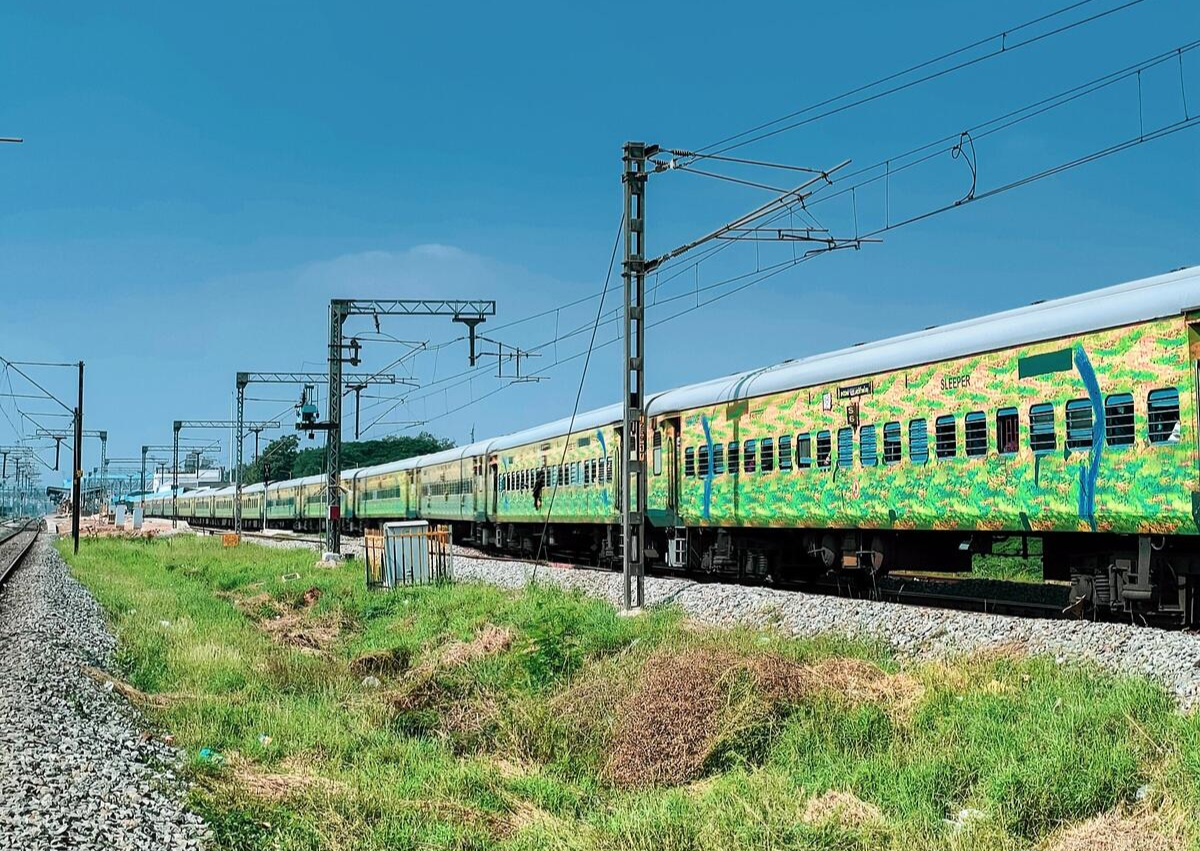
専用塗装のLHB客車 （2023年撮影）
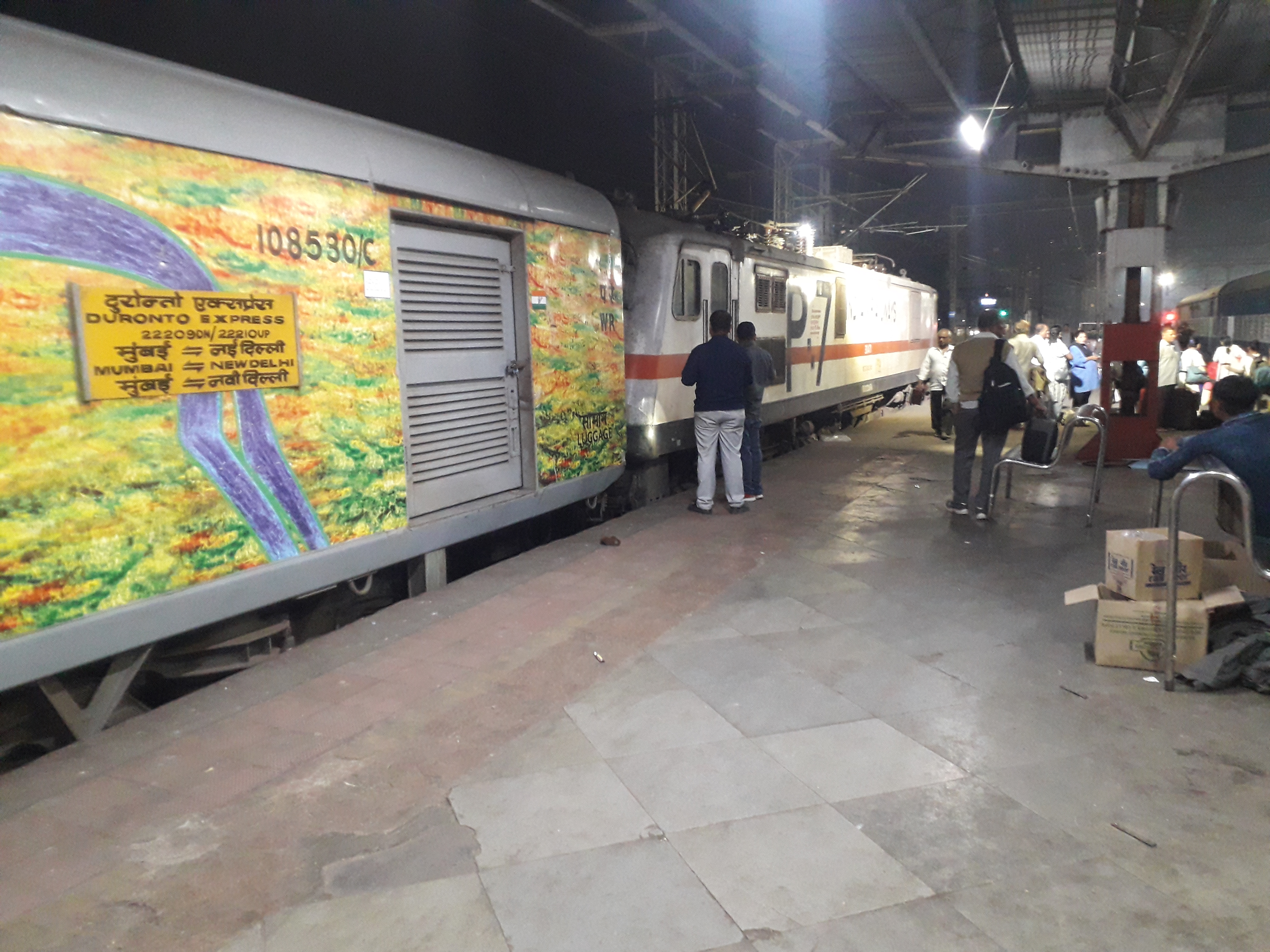
牽引機関車と荷物車（ICF客車） （2018年撮影）
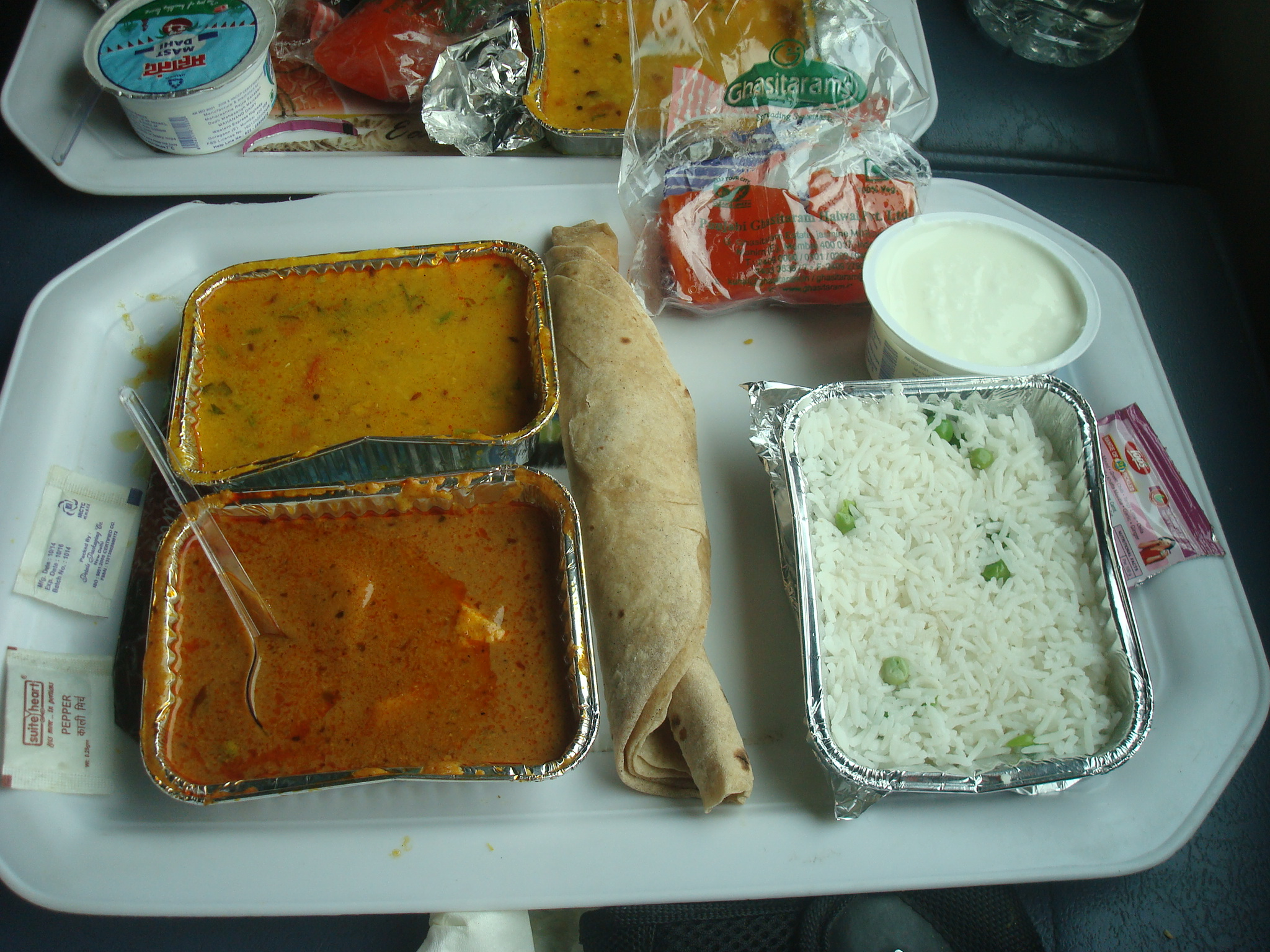
車内で提供される食事

2023年時点で、「ドゥロント急行」という種別を有する列車は以下の系統が設定されている。そのうち愛称に「AC」が含まれる列車は全車両とも冷房が搭載されている。
- イェシュヴァントプール-デリー・サライ・ロヒラ・ACドゥロント急行（英語版）（Yeshvantapur–Delhi Sarai Rohilla AC Duronto Express）
- ロクマンニャ・ティラック・ターミナル-シカンダラーバード・ACドゥロント急行（英語版）（Lokmanya Tilak Terminus–Secunderabad AC Duronto Express）
- プネー-ハウラー・ドゥロント急行（英語版）（Pune–Howrah Duronto Express）
- ロクマンニャ・ティラック・ターミナル-エルナクラム・ドゥロント急行（英語版）（Lokmanya Tilak Terminus–Ernakulam Duronto Express）
- ムンバイ・セントラル-インドール・ドゥロント急行（英語版）（Mumbai Central–Indore Duronto Express）
- ムンバイ・セントラル-ヒサール・ドゥロント急行（英語版）（Mumbai Central–Hisar Duronto Express）
- ハウラー-SMVTベンガルール・ドゥロント急行（英語版）（Howrah–SMVT Bengaluru Duronto Express）
- シアルダー-ビーカーネール・ドゥロント急行（英語版）（Sealdah-Bikaner Duronto Express）
- ムンバイCSMT-ハウラー・ドゥロント急行（英語版）（Mumbai CSMT–Howrah Duronto Express）
- ハズラト・ニザームッディーン-プネー・ドゥロント急行（英語版）（Hazrat Nizamuddin–Pune Duronto Express）
- デリー・サライ・ロヒラ-ジャンム・タウィ・ドゥロント急行（英語版）（Delhi Sarai Rohilla–Jammu Tawi Duronto Express）
- ムンバイ・セントラル-ハパ・ドゥロント急行（英語版）（Mumbai Central–Hapa Duronto Express）
- チェンナイ-ハズラト・ニザームッディーン・ドゥロント急行（英語版）（Chennai–Hazrat Nizamuddin Duronto Express）
- ハウラー-ニューデリー・ドゥロント急行（英語版）（Howrah–New Delhi Duronto Express）
- ブバネーシュウワル-ニューデリー・ドゥロント急行（英語版）（Bhubaneswar–New Delhi Duronto Express）
- エルナクラム-ハズラト・ニザームッディーン・ドゥロント急行（英語版）（Ernakulam–H.Nizamuddin Duronto Express）
- シカンダラーバード-ハズラト・ニザームッディーン・ドゥロント急行（英語版）（Secunderabad–Hazrat Nizamuddin Duronto Express）
- ムンバイCSMT-ナグプール・ドゥロント急行（英語版）（Mumbai CSMT–Nagpur Duronto Express）
- ロクマンニャ・ティラック・ターミナス-プラヤーグラージ・ドゥロント急行（英語版）（Lokmanya Tilak Terminus–Prayagraj Duronto Express）
- アフマダーバード-プネー・ドゥロント急行（英語版）（Ahmedabad–Pune Duronto Express）
- シアルダー-プリー・ドゥロント急行（英語版）（Sealdah–Puri Duronto Express）
- ヴィシャーカパトナム-シカンダラーバード・ドゥロント急行（英語版）（Visakhapatnam–Secunderabad Duronto Express）
- コルカタ・シャリマー-パトナ・ACドゥロント急行（英語版）（Kolkata Shalimar–Patna AC Duronto Express）
- ムンバイ・セントラル-ニューデリー・ドゥロント急行（英語版）（Mumbai Central–New Delhi Duronto Express）

## ギャラリー

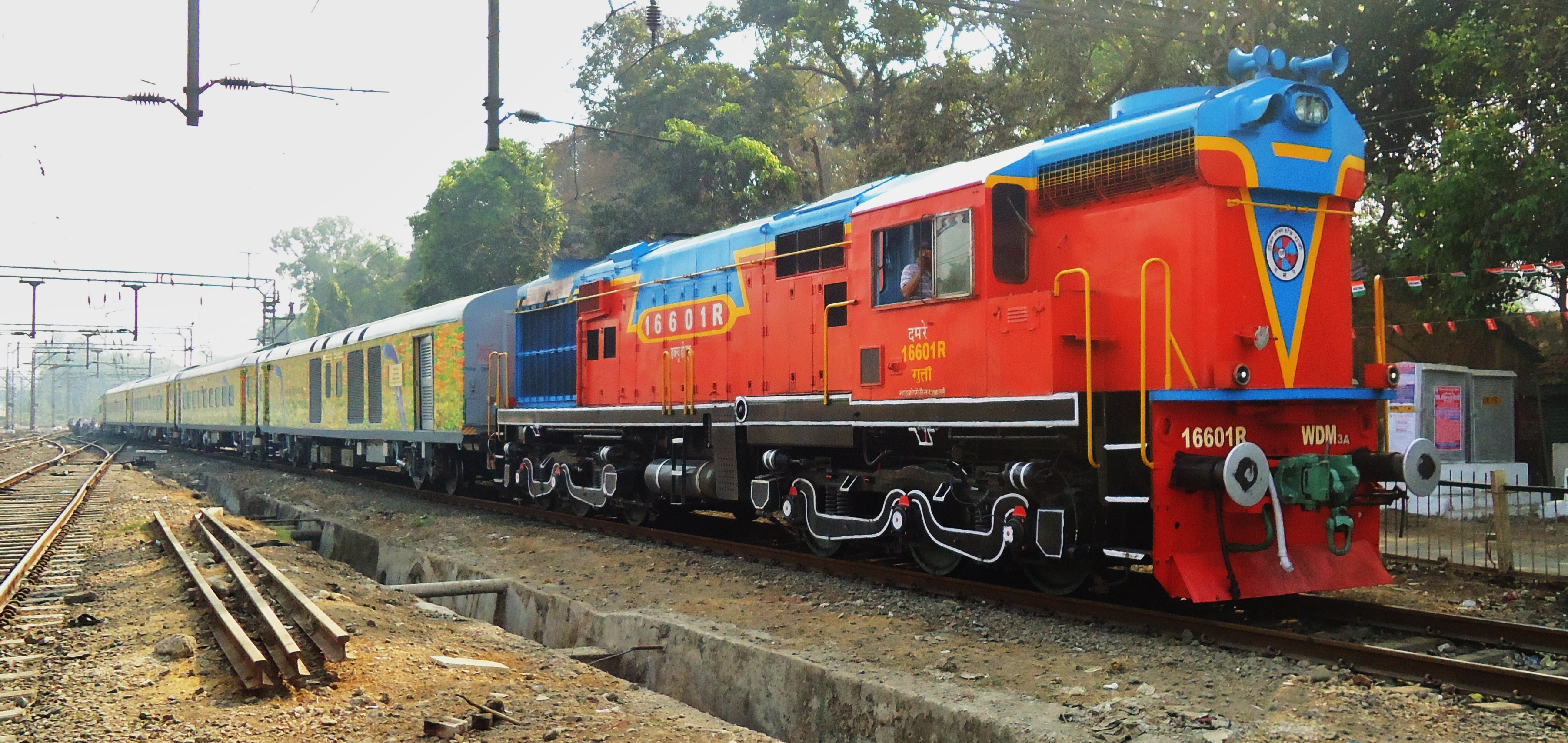
2011年撮影
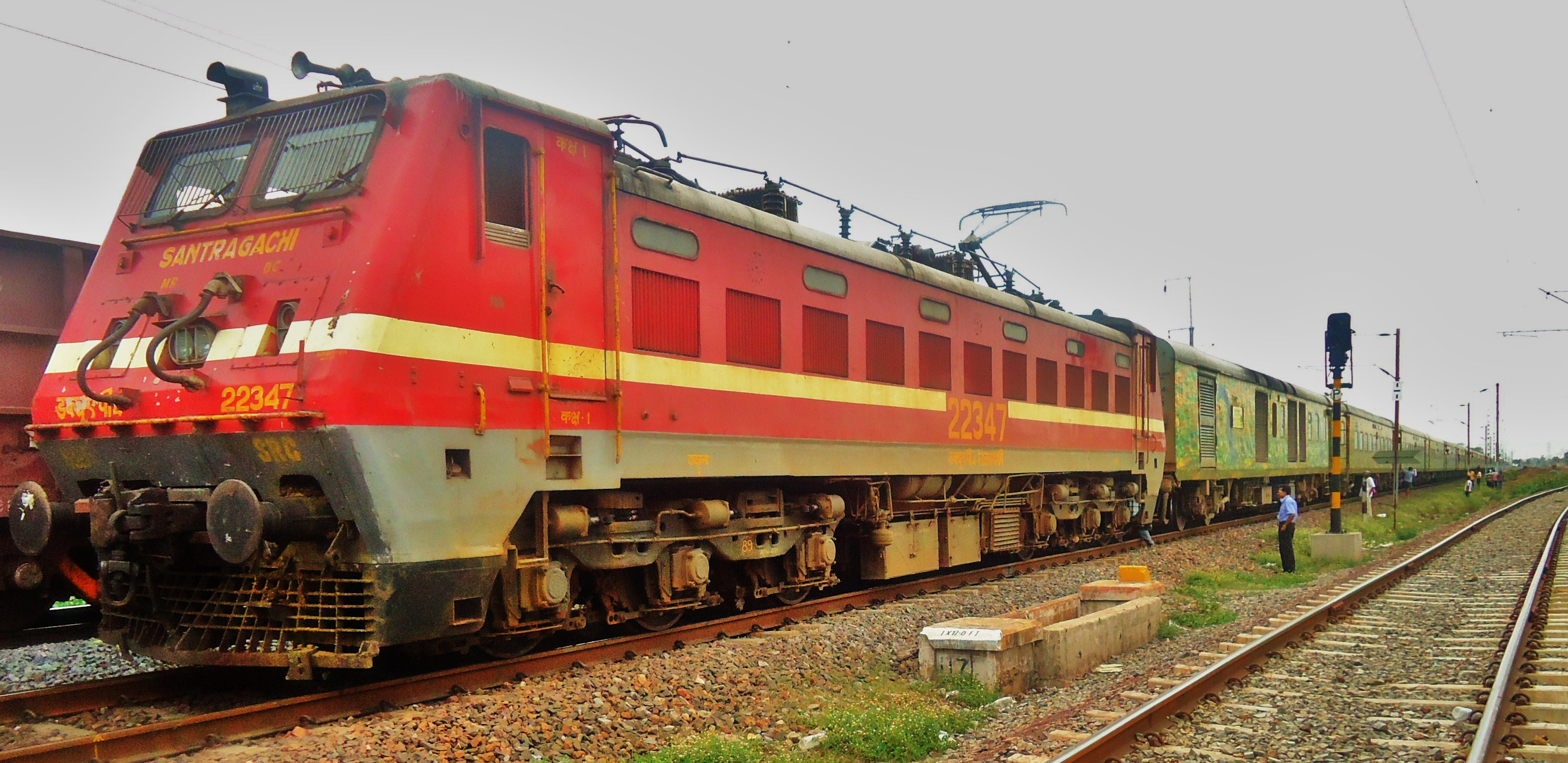
2011年撮影
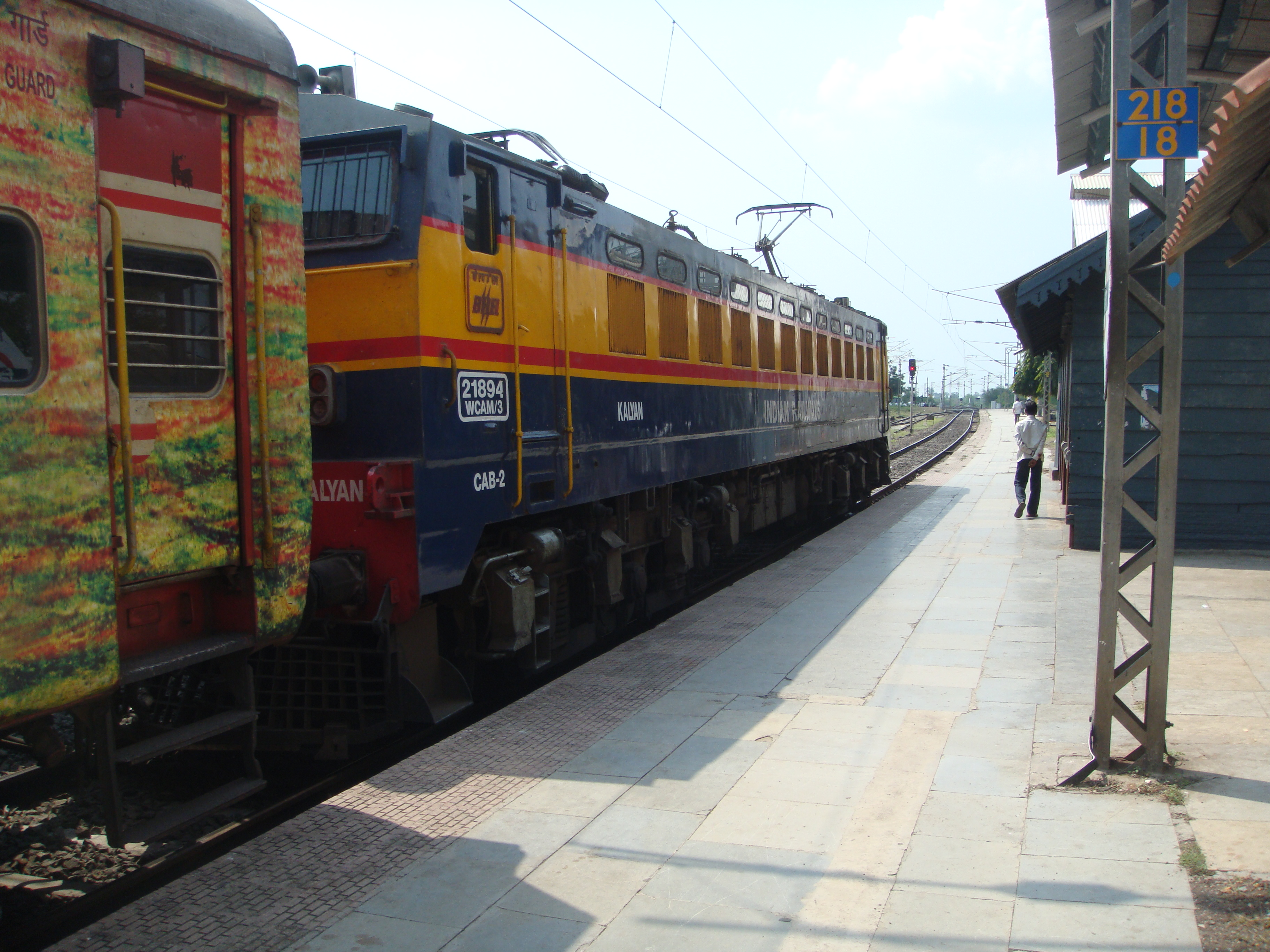
2012年撮影
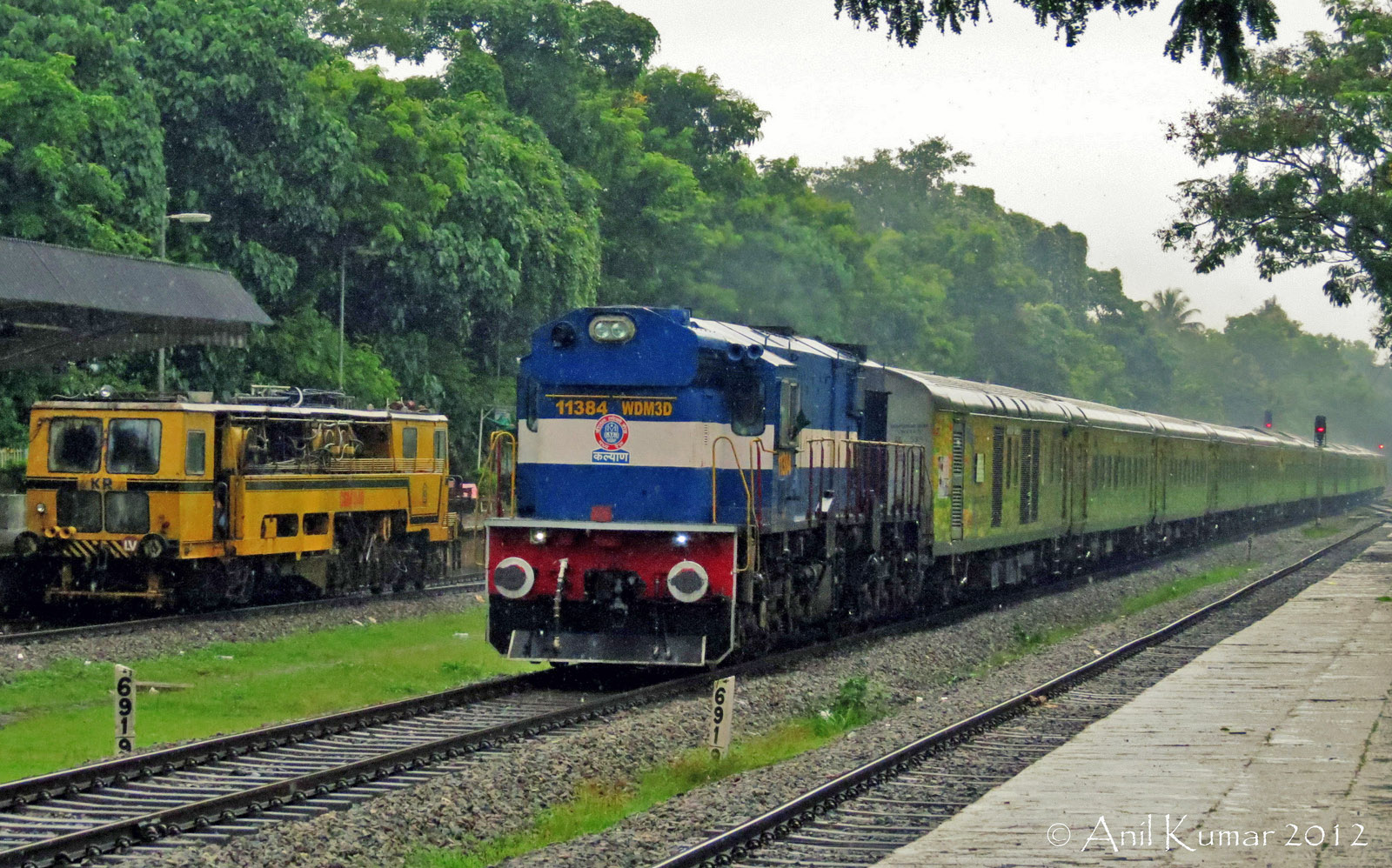
2012年撮影
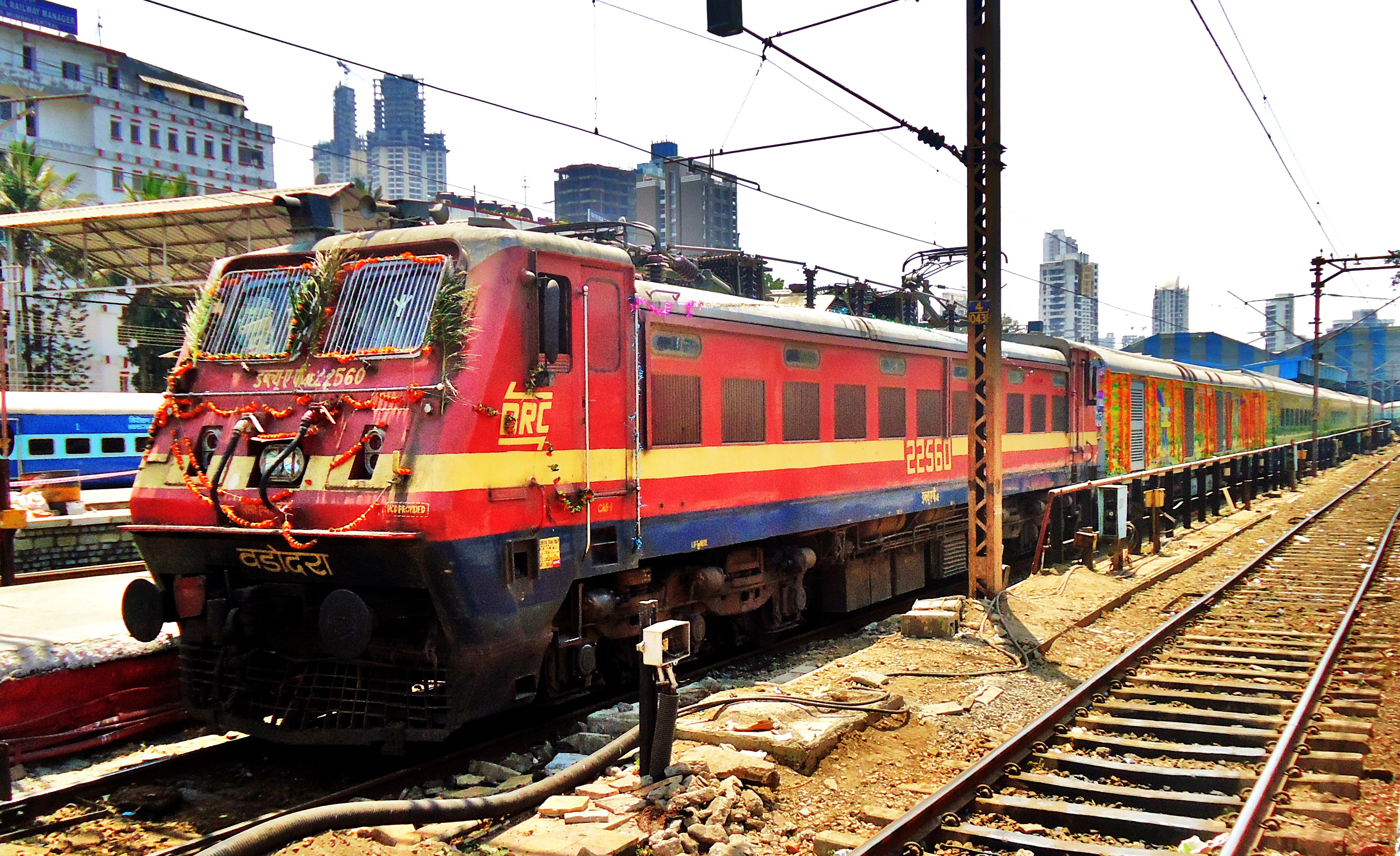
2012年撮影
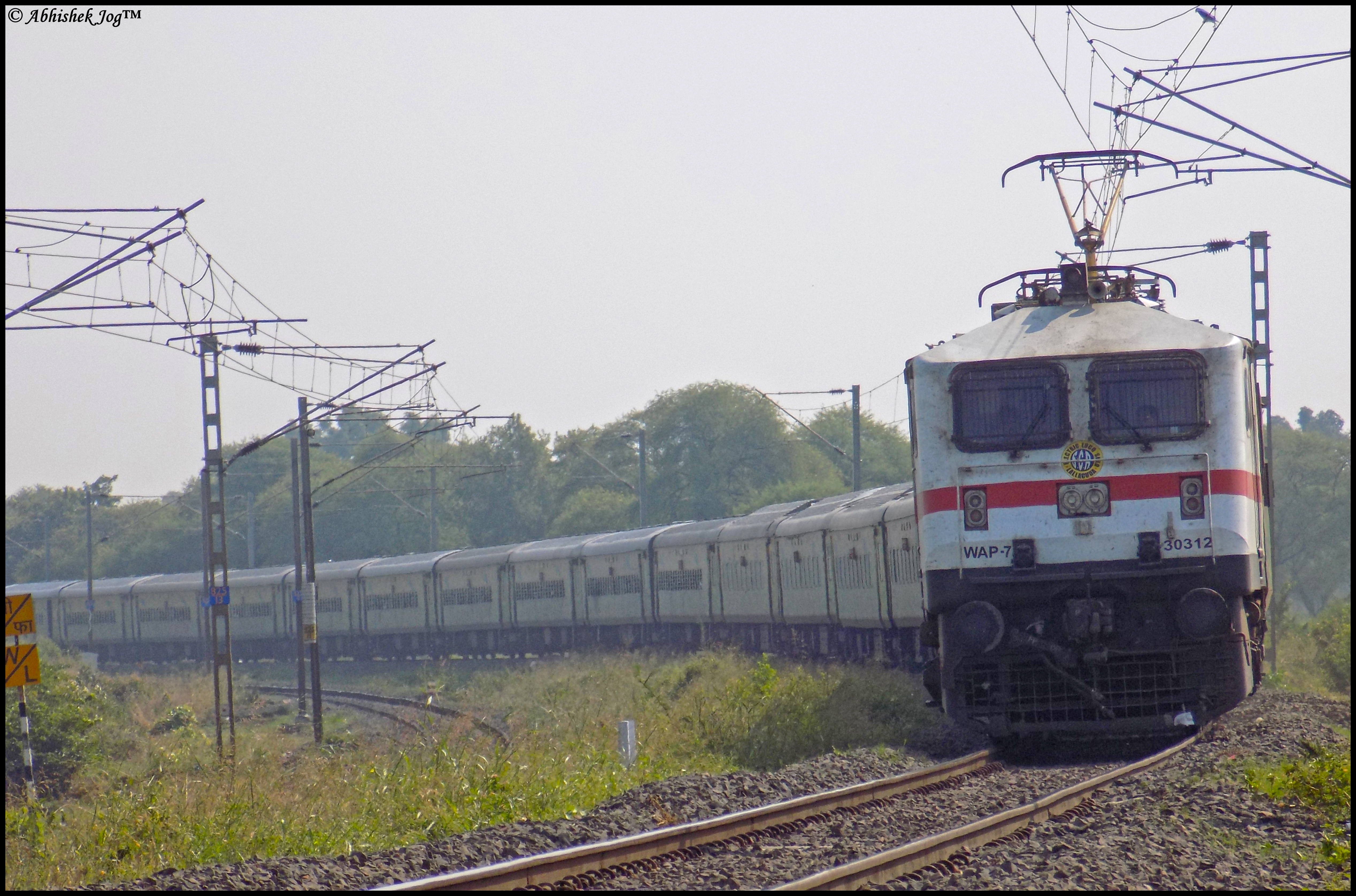
2015年撮影
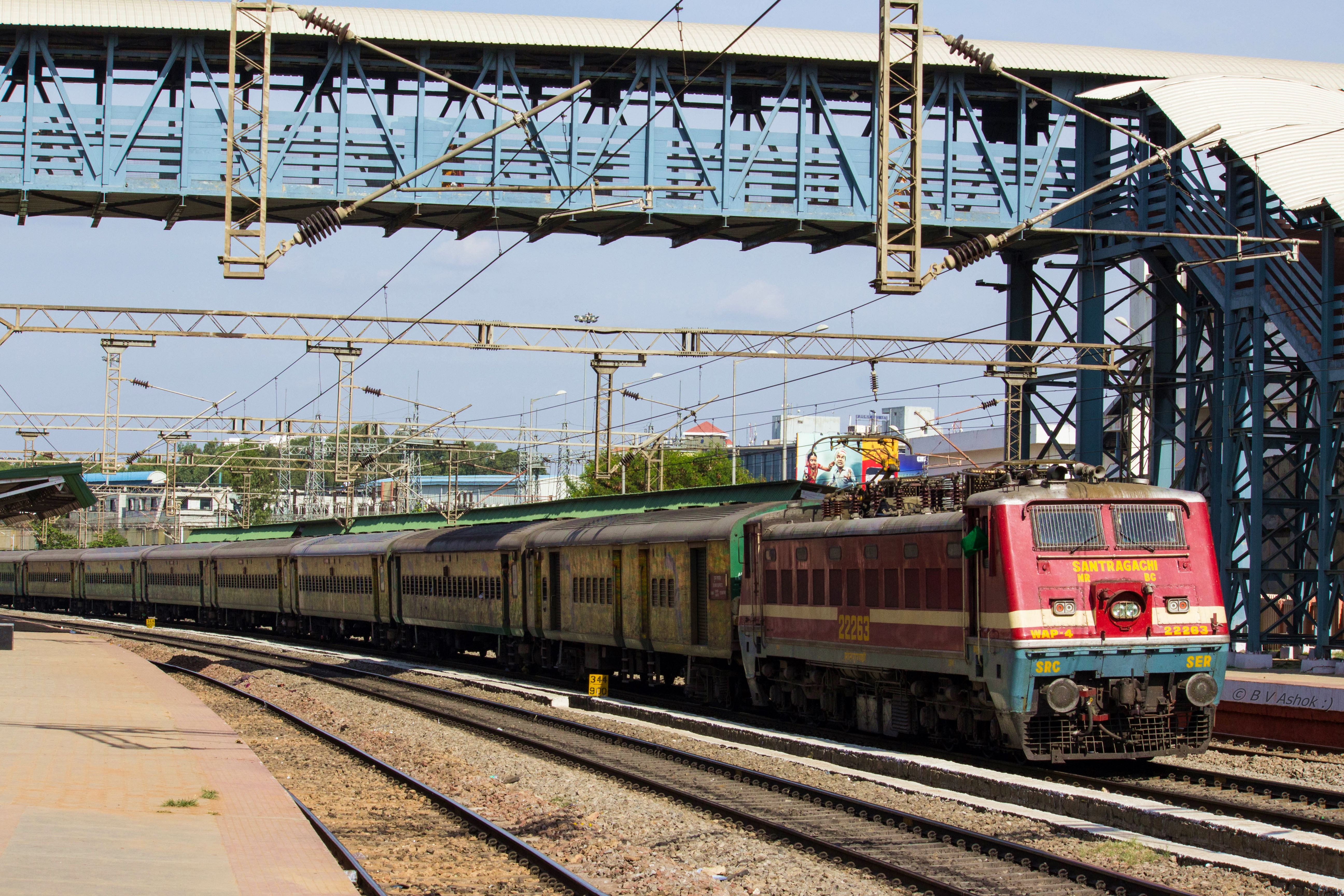
2016年撮影
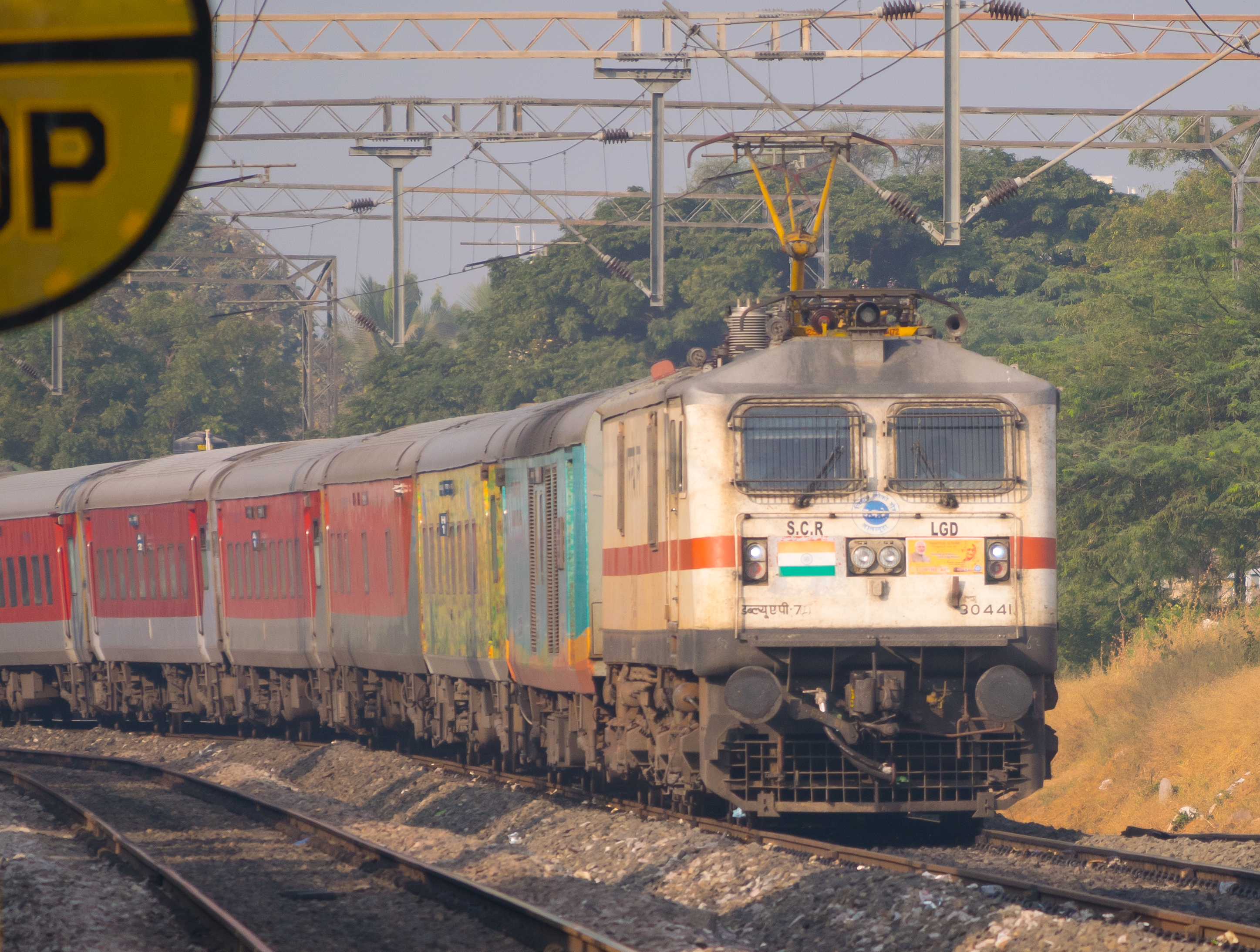
2017年撮影